# Смирнова, Надежда Львовна
Наде́жда Льво́вна Смирно́ва (19 декабря 1962, Москва, СССР — 18 ноября 1995, Москва, Россия) — советская актриса театра и кино.

## Биография
Родилась в Москве в семье архитектора Инны Борисовны Соколовой и строителя Льва Николаевича Смирнова. В начале 1970-х годов брак родителей распался, Инна Борисовна вышла замуж за кинорежиссёра Владимира Захаровича Довганя и вместе с дочерью переехала к нему в Киев, где Надежда стала учиться в средней школе № 78. Окончила ВГИК в 1987 году.
В кино с 1974 года (фильм «Побег из дворца»).
Успех пришёл к актрисе с выходом музыкального фильма-сказки (режиссёра Олега Биймы «Сказка как сказка», композитор Владимир Быстряков), в котором она сыграла роль Принцессы в 1978 году. В фильме приняли участие: солисты балета Киевского театра оперы и балета имени Т. Шевченко, Киевского театра музыкальной комедии, театра «Радуга» и другие.
Популярность актрисы возросла с выходом фильма «Дачная поездка сержанта Цыбули» (режиссёр Николай Литус), где Надежда сыграла Алёнку (1979 г.).
В фильме «Джек Восьмёркин — „американец“» (реж. Евгений Татарский, 1986) Надежда Смирнова блистала в роли дочери адмирала Кацаурова — Тани. В этом же году сыграла в фильме-спектакле «Театр И. С. Тургенева» (режиссёр Ия Саввина). Вместе с Д. Харатьяном, В. Глаголевой, Н. Михайловским, Л. Дуровым и другими снималась в советско-мексиканском фильме «Эсперанса» (1988). Главная роль и работа сценаристом в картине «След дождя» (1991). Запомнилась созданными образами и в других фильмах.
Скончалась 18 ноября 1995 года в Москве на 33-м году жизни из-за осложнений после онкологической операции. Похоронена на Бабушкинском кладбище.

## Личная жизнь
Муж — писатель, сценарист и кинорежиссёр Сергей Белошников.

## Фильмография

### Актриса
1. 1974 — Птицы над городом — Ира (эпизод)
2. 1974 — Побег из дворца — Галка (главная роль)
3. 1977 — Отклонение ноль — Галка
4. 1977 — Талант — Валя в детстве
5. 1978 — Сказка как сказка… — Принцесса
6. 1979 — Киевские встречи. Прикосновение (киноальманах) — Таня
7. 1979 — Дачная поездка сержанта Цыбули — Алёнка
8. 1980 — Семейный круг — Марина
9. 1982 — Пусть он выступит… — Конни Старкуэтер, дочь Энтони
10. 1986 — Джек Восьмёркин — «американец» — Таня Кацаурова, дочь адмирала
11. 1986 — Досье человека в «Мерседесе» — Сабина
12. 1986 — Обвиняется свадьба — Света, невеста
13. 1986 — Театр И. С. Тургенева
14. 1987 — Моя дорогая
15. 1987 — Ночной экипаж — «Ляля», выпускница, первая красавица школы
16. 1987 — Счастливо оставаться! — Маша Киреева
17. 1988 — Клад — Наташа, секретарь председателя исполкома
18. 1988 — Эсперанса (Мексика — СССР) — Аннушка
19. 1991 — След дождя — Лизавета
20. 1991 — Круг обречённых — Лариса

### Сценарист
- 1991 — След дождя